# Kurzschnauzendelfine
Die Kurzschnauzendelfine (Lagenorhynchus) sind eine Gattung der Delfine, die durch einen nicht so deutlich vom Kopf abgesetzten Schnabel gekennzeichnet sind. Sie haben meistens kleine Verbreitungsgebiete und können zwar regional recht häufig sein, sind aber global gesehen von geringerer Bedeutung als beispielsweise Gemeiner Delfin, Großer Tümmler und Fleckendelfine.

## Merkmale
Je nach Art sind Kurzschnauzendelfine zwischen 150 und 310 cm lang. Die Färbung ist meistens oberseits dunkelgrau oder schwarz, unterseits heller und an der Seite gestreift.

## Lebensweise
Während man Delfine für gewöhnlich mit tropischen Breiten in Verbindung bringt, sind diese Arten in kalten und gemäßigten Gewässern am häufigsten. Drei Arten leben auf der Nord-, drei auf der Südhalbkugel. Mit dem Weißstreifen- und dem Schwarzdelfin gehören zwei Arten in die Gattung, die auch unter natürlichen Gegebenheiten akrobatische Sprünge vollführen; das gilt aber nicht für alle Arten, so springen Weißschnauzen- und Weißseitendelfine überhaupt nicht.
Die Nahrung der Kurzschnauzendelfine besteht vor allem aus Fischen (vor allem Heringe, Makrelen, Sardellen, Seehechte), daneben auch Kopffüßer, Krebstiere und Mollusken. Alle Arten leben in Schulen, die in der Größe sehr unterschiedlich sind: Die meisten umfassen sechs oder etwas mehr Individuen, einige können aber auch aus über tausend Tieren bestehen.
Kurzschnauzendelfine sind häufig, von keiner Art ist ein starker Rückgang der Populationen bekannt.

## Systematik
Bei den Kurzschnauzendelfinen handelt es sich um eine polyphyletische Gruppe und vier Arten sind mehr oder weniger nah mit den Schwarz-Weiß-Delfinen (Cephalorhynchus) verwandt, während der Weißseitendelfin (Lagenorhynchus acutus) eine basale Stellung in der Familie der Delfine (Delphininae) hat. Der wissenschaftliche Gattungsname ist aus den altgriechischen Worten lagenos (Flasche) und rhynchos (Schnauze) zusammengesetzt.

## Arten
Die Arten sind:
- Weißschnauzendelfin (Lagenorhynchus albirostris), nördlicher Atlantik
- Weißseitendelfin (L. acutus, jetzt Leucopleurus acutus), nördlicher Atlantik
- Weißstreifendelfin (L. obliquidens, jetzt Aethalodelphis obliquidens), nördlicher Pazifik
- Schwarzdelfin (L. obscurus, jetzt Aethalodelphis obscurus), gemäßigte Meere der Südhalbkugel
- Peale-Delfin (L. australis, jetzt Cephalorhynchus australis), gemäßigte Meere vor Südamerika
- Stundenglasdelfin (L. cruciger, jetzt Cephalorhynchus cruciger), Südpolarmeer

## Belege
1. 1 2  
Anders Galatius, Carl Christian Kinze, Morten Tange Olsen, Jakob Tougaard, Dietrich Gotzek, Michael McGowen: Phylogenomic, morphological and acoustic data support a revised taxonomy of the lissodelphinine dolphin subfamily. Molecular Phylogenetics and Evolution, Februar 2025, 108299, doi: 10.1016/j.ympev.2025.108299
2. ↑  
Laura May-Collado, Ingi Agnarsson: Cytochrome b and Bayesian inference of whale phylogeny. Molecular Phylogenetics and Evolution (2006) PDF
3. ↑  
Conder & Strahan (Hrsg.): Dictionary of Australian and New Guinean Mammals. CSIRO PUBLISHING, 2007, ISBN 978-0-643-10006-0, S. 63 (Lagenorhynchus).